# Dimples (film 1916)
Dimples è un film muto del 1916 diretto da Edgar Jones

## Trama
Dimples resta orfana e un amico del padre nasconde l'eredità della ragazza nella sua bambola che lei porta con sé quando va a vivere dalla zia. A pensione dalla zia giunge anche Robert Stanley, un ricco giovanotto che si è appena lasciato con la fidanzata ed è alla ricerca di un periodo di vacanza. Lui e Dimples si innamorano ma Robert si trova alle prese con gravi problemi finanziari a causa del crollo del mercato azionario. Dimples scopre il denaro dentro la bambola e lo usa per aiutarlo, salvandolo dalla rovina,

## Produzione
Il film fu prodotto dalla Columbia Pictures Corporation.
Venne girato a Jacksonville, in Florida.

## Distribuzione
Distribuito dalla Metro Pictures Corporation, il film uscì nelle sale cinematografiche USA il 13 febbraio 1916.
Non si conoscono copie ancora esistenti della pellicola che viene considerata presumibilmente perduta.